# Dialects
Dialects, Music for solo synthesizers and voices (grafisch: Di·a·lects): is een studioalbum van Joe Zawinul. Hij nam het album op in The Music Room in Pasadena (Californië), waarschijnlijk een geluidsstudio bij Zawinul thuis. Zawinul gaf in het “tekstboekje” aan dat zijn hier opgenomen nummers zijn geïnspireerd op Aziatische en Afrikaanse volksmuziek waarmee hij tijdens zijn wereldtournees in aanraking kwam. Vanaf het album Zawinul (1971) tot dit album maakte Zawinul ook muziek, maar dan in de muziekgroep Weather Report. Dit samenwerkingsverband sneuvelde in de jaren tachtig; eerst voorlopig, maar toch snel al definitief. Zijn maatje Wayne Shorter kwam met jazzalbum Atlantis, Zawinul ging verder in de ingeslagen weg. De Volkskrant constateerde dat Zawinul Weather Report helemaal niet nodig had om zijn werk tot uitvoer te brengen.

## Musici
- Joe Zawinul – synthesizers
- Bobby McFerrin – stem
- Carl Anderson, Dee Dee Bellson, Alfia Silas - ensemblezang

## Muziek
| Nr. | Titel                    | Duur |
| --- | ------------------------ | ---- |
| 1.  | The harvest              | 6:05 |
| 2.  | Waiting for the rain     | 7:35 |
| 3.  | Zeebop                   | 4:52 |
| 4.  | The great empire         | 3:55 |
| 5.  | Carnavalito              | 6:18 |
| 6.  | 6 am/Walking on the nile | 7:05 |
| 7.  | Peace                    | 6:46 |